# Percival Ball
Percival Ball (17 février 1845 - 4 avril 1900) est un sculpteur britannique qui travailla surtout en Australie.
Ball est né dans le quartier Westminster à Londres. Son père, Edward Henry Ball, était lui-même sculpteur. Ball a étudié l'art à la Royal Academy et gagné plusieurs prix et médailles d'or. Entre 1865 et 1882, il a exposé 24 de ses sculptures à la Royal Academy. Vers 1870, il a voyagé à Paris puis Munich et Rome où il a vécu près de huit ans. Ses sculptures en marbre reçurent de nombreux prix.
En 1884, Ball se rend à Sydney en Australie car il cherchait un climat plus doux pour soigner son asthme et sa bronchite. Six mois plus tard, il s'est installé à Melbourne et réalisa une statue de Redmond Barry, un juge anglais, qui se trouve aujourd'hui devant la bibliothèque municipale de Melbourne. Ball se vit confier d'autre commandes, parmi lesquelles une statue de Sir William Wallace à Ballarat, Francis Ormond à Melbourne et des bustes qui sont actuellement exposés à la National gallery de Melbourne. En 1886, on lui demanda de sculpter un buste en marbre de l'évêque James Moorhouse qui est aujourd'hui à la galerie Trobe. En 1898, les administrateurs de la National Gallery de Sydney lui demandèrent de réaliser la façade du bâtiment. Il réalisa une sculpture en relief dénommée Phryne avant Praxiteles puis il se rendit en Angleterre pour superviser le moulage. Certaines de ses sculptures architecturales sont exposées au Victoria and Albert Museum.
Il est mort en Angleterre d'une crise cardiaque due à son asthme et sa bronchite en 1900.